# Liste von Söhnen und Töchtern der Stadt Samara
Dies ist eine Liste bekannter Persönlichkeiten, die in der russischen Stadt Samara (1935–1990 Kuibyschew) geboren wurden.

## 19. Jahrhundert

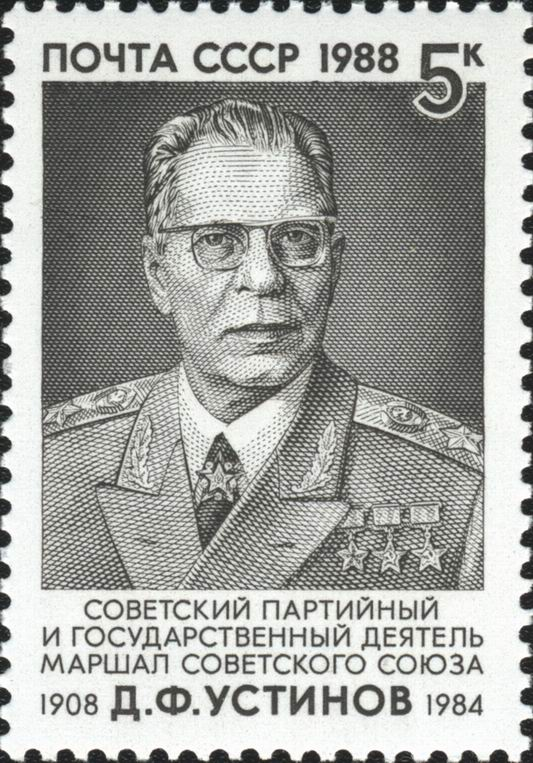
Dmitri Ustinow
(1908–1984)

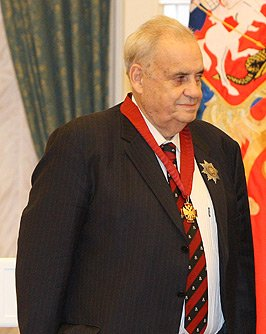
Eldar Rjasanow
(1927–2015)

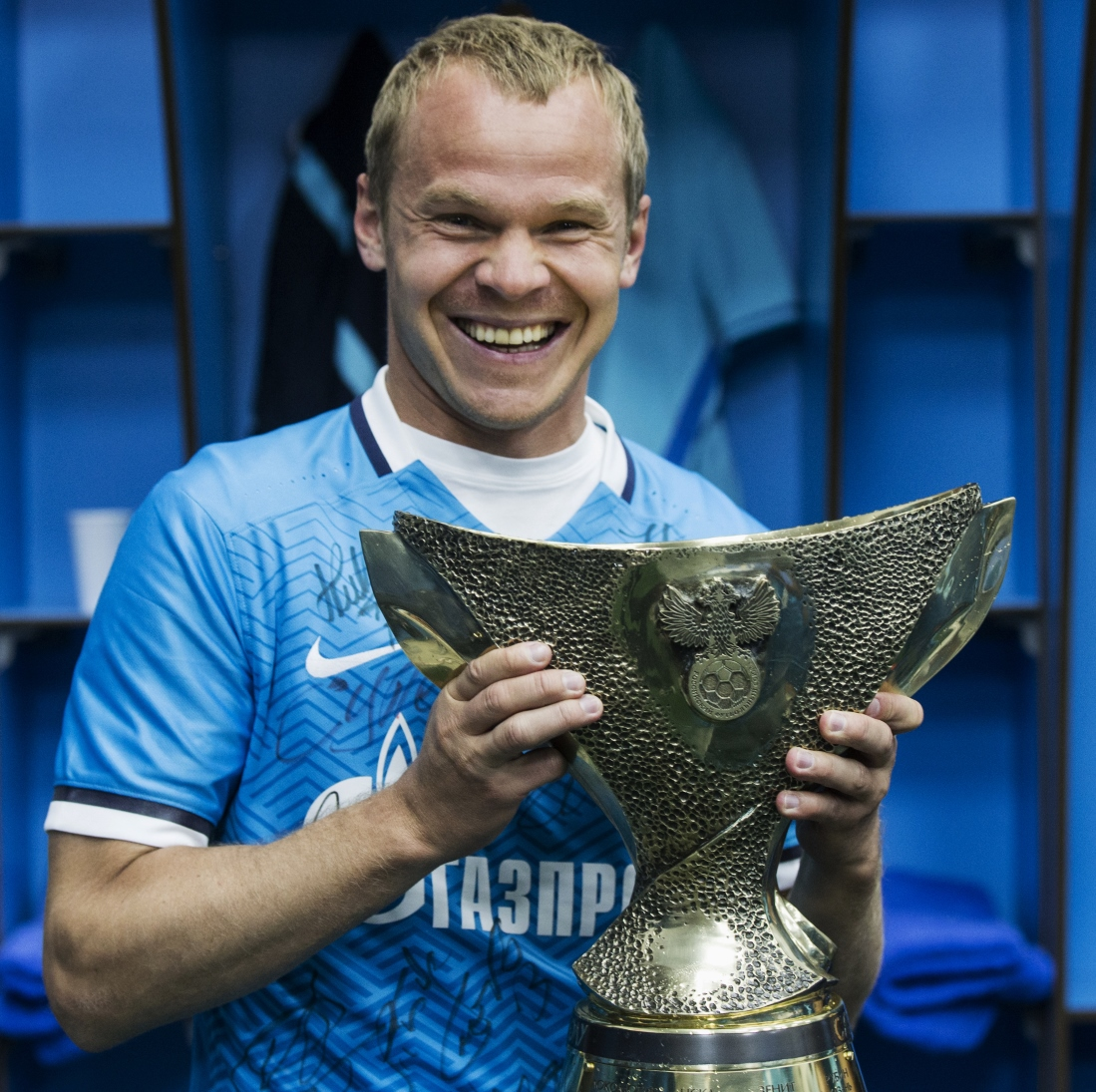
Alexander Anjukow
(* 1982)

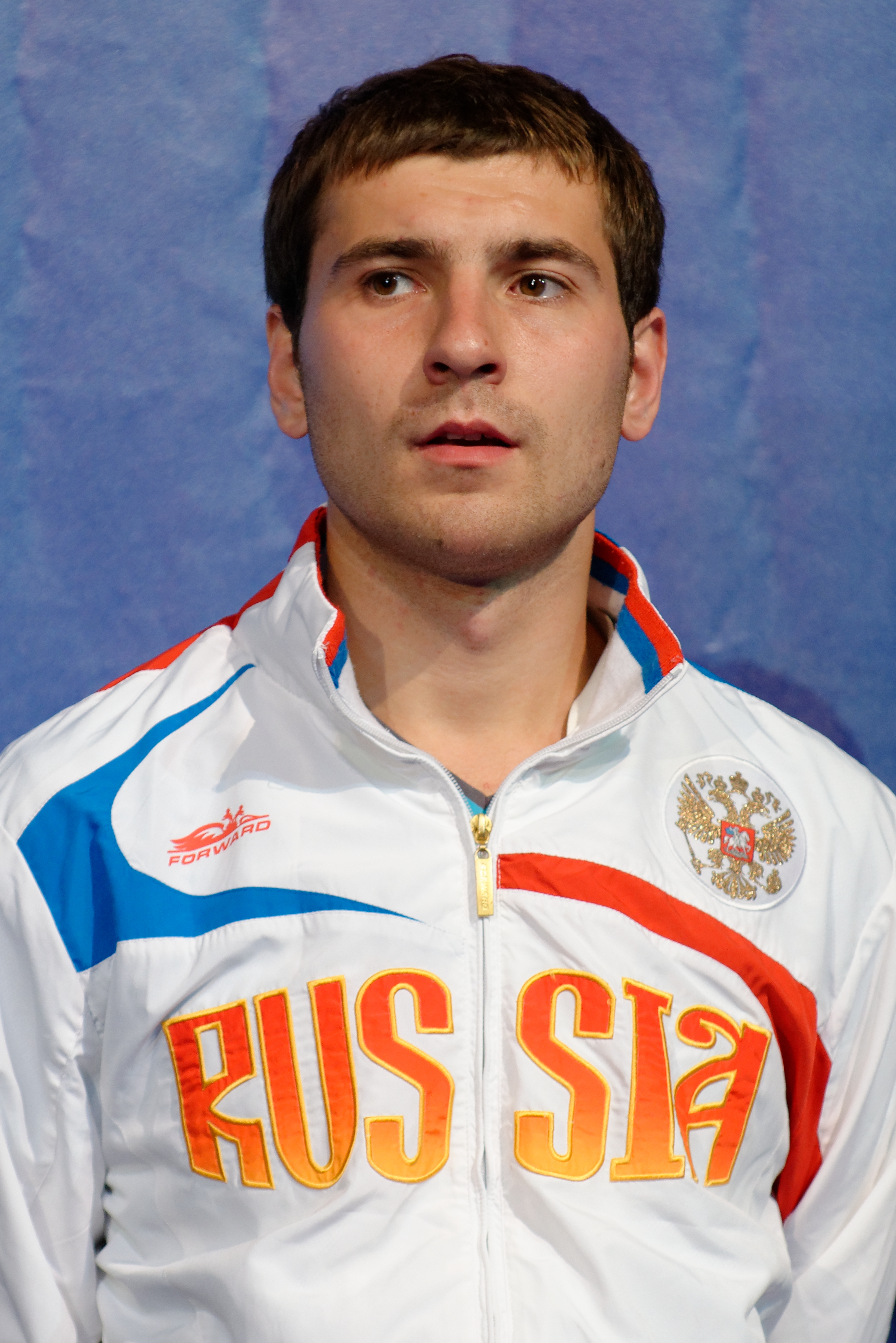
Pawel Suchow
(* 1988)

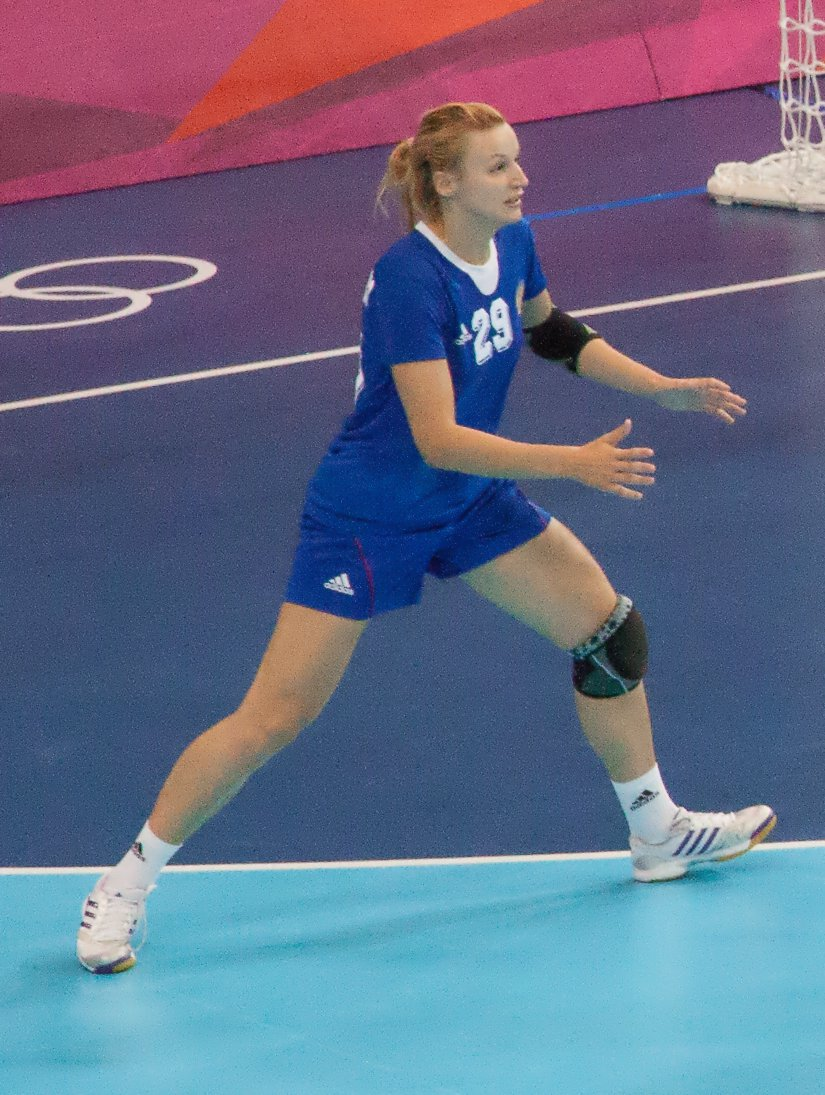
Olga Tschernoiwanenko
(* 1989)

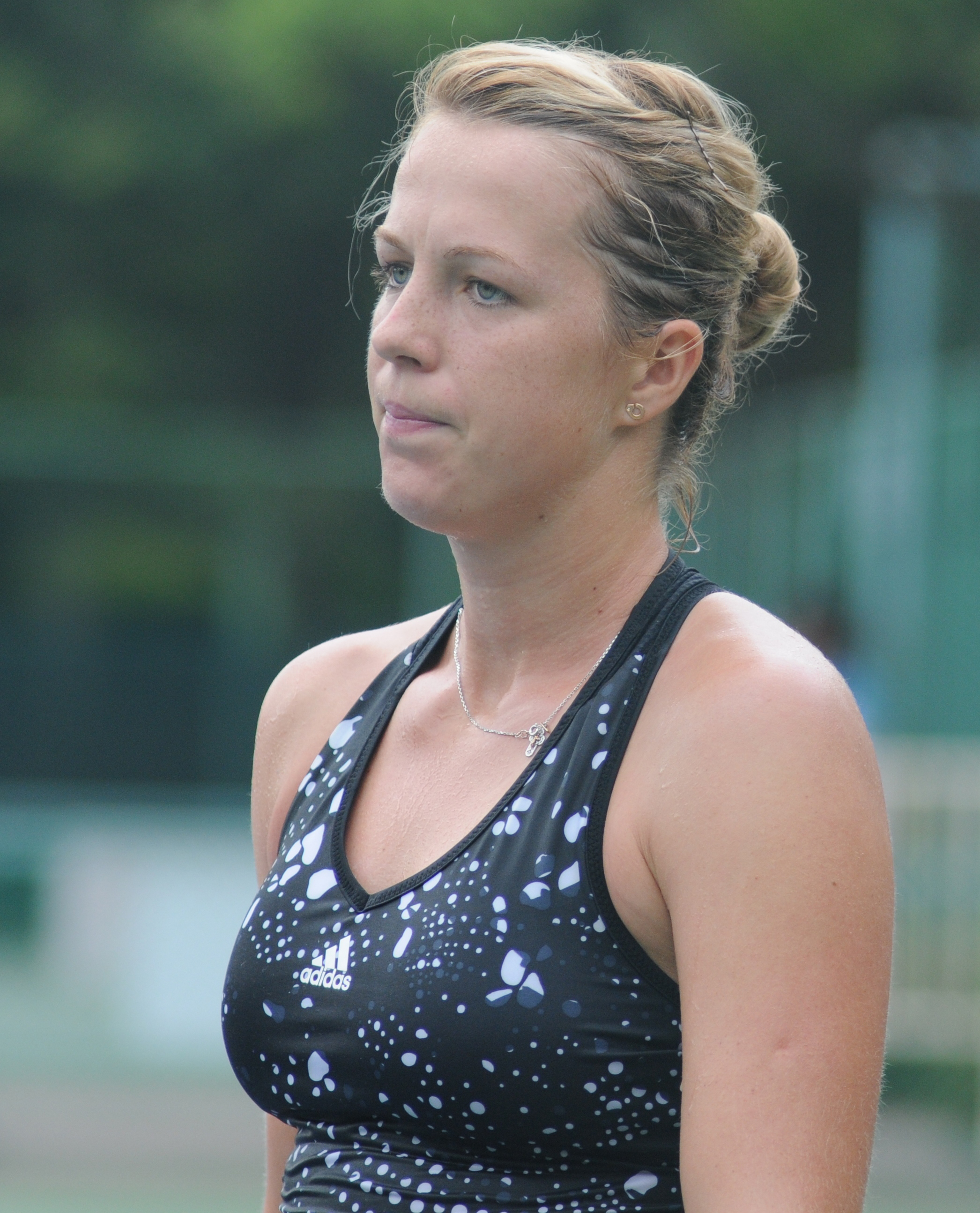
Anastassija Pawljutschenkowa
(* 1991)

- Nadeschda Siber-Schumowa (1854–1916), Ärztin
- Gleb Krschischanowski (1872–1959), Revolutionär und Politiker
- Wera Glebowa (1885–1935), Chemikerin
- Wiktor Palmow (1888–1929), ukrainisch-russischer Maler und Avantgarde-Künstler des Futurismus
- Leonid Serebrjakow (1890–1937), Bolschewik
- Alina Frolowa (1891–1970), Politikerin
- Boris Kuftin (1892–1953), Ethnologe und Archäologe
- Maria Kuncewiczowa (1895–1989), polnische Schriftstellerin
- Enrico Rastelli (1896–1931), italienischer Jongleur
- Sergei Alexander Schelkunoff (1897–1992), russisch-US-amerikanischer Erfinder
- Warwara Popowa (1899–1988), Theater- und Filmschauspielerin
- Artjom Wessjoly (1899–1938), Schriftsteller und Dichter

## 20. Jahrhundert

### 1901–1950
- Leonid Golowanow (1904–1980), Grafiker
- Emma Lehmer (1906–2007), russisch-US-amerikanische Mathematikerin
- Tatjana Hippius (1907–1997), Malerin
- Dmitri Ustinow (1908–1984), Verteidigungsminister und Marschall der Sowjetunion
- Ilja Kan (1909–1978), Schachspieler
- Jewgeni Mursin (1914–1970), Ingenieur und Erfinder des ANS-Synthesizers
- Grigori Schpigel (1914–1981), Schauspieler und Synchronsprecher
- Alexei Kurenkow (1915–1992), KGB-Offizier
- Alexander Scheindllin (1916–2017), Physiker und Hochschullehrer
- Olga Sanfirowa (1917–1944), Bomberpilotin im Zweiten Weltkrieg
- Lew Aronin (1920–1982), Schachmeister
- Anatoli Kitow (1920–2005), Kybernetiker, Informatiker und Hochschullehrer
- Walentin Jeschow (1921–2004), Drehbuchautor
- Georgi Adelson-Welski (1922–2014), Mathematiker und Informatiker
- Eldar Rjasanow (1927–2015), Filmregisseur
- Iossif Gitelson (1928–2022), Biophysiker und Hochschullehrer
- Walentina Grekowa (1931–2019), Restauratorin
- Wladimir Kondratjew (1935–2010), Mathematiker und Hochschullehrer
- Weniamin Tschebotajew (1938–1992), Physiker
- Roman Kunsman (1941–2002), russisch-israelischer Altsaxophonist, Flötist und Komponist des Modern Jazz
- Justas Vincas Paleckis (* 1942), litauischer Politiker und Diplomat
- David Rudman (1943–2022), Judoka und Samboka
- Leonid Vaseršteĭn (* 1944), russisch-amerikanischer Mathematiker
- Lew Weinberg (1944–2010), Vizepräsident des Russischen Verbandes der Industriellen und Unternehmer, Dozent
- Juri Borodatchev (1945–2011), Künstler
- Vladimír Železný (* 1945), tschechischer Medien-Unternehmer und Politiker
- Igor Kritschewer (1950–2022), Mathematiker

### 1951–1980
- Ljubow Sadtschikowa (1951–2012), Eisschnellläuferin
- Gennadi Belkow (* 1956), Hochspringer
- Dmitri Muratow (* 1961), Journalist
- Wassili Schischow (* 1961), Amateurboxer, Weltmeister der Amateurboxer 1986
- Olga Starinowa (* 1963), Physikerin und Hochschullehrerin
- Sergei Uslamin (* 1963), Radrennfahrer
- Sergei Wostrikow (* 1964), Eishockeyspieler
- Asjat Saitow (* 1965), Radrennfahrer
- Tatjana Sadowskaja (* 1966), Florettfechterin
- Olga Klotschnewa (* 1968), Sportschützin und Olympiasiegerin 1996
- Iryna Merkuschina (* 1968), ukrainische Biathletin
- Sergei Kossorotow (* 1969), Judoka
- Tatjana Jegorowa (1970–2012), Fußballspielerin und -trainerin
- Juri Andronow (* 1971), Geher
- Alexei Tichonow (* 1971), Eiskunstläufer
- Andrei Sintschenko (* 1972), Radrennfahrer
- Wassili Iwanow (* 1972), Schwimmer
- Irina Laschko (* 1973), Wasserspringerin
- Katerina Belkina (* 1974), Bildende Künstlerin
- Marija Kisseljowa (* 1974), Synchronschwimmerin, dreifache Olympiasiegerin, zweimalige Weltmeisterin und neunmalige Europameisterin
- Nina Schiwanewskaja (* 1977), russisch-spanische Schwimmerin
- Ella Diehl (* 1978), Badminton-Nationalspielerin
- Natalia Freidina (* 1978), Automobilrennfahrerin
- Iwetta Gerassimtschuk (* 1979), Schriftstellerin
- Anton Olegowitsch Kotjakow (* 1980), Ökonom, Arbeits- und Sozialminister
- Jakow Ratschinski (* 1980), Eishockeyspieler

### 1981–2000
- Alexander Jefimkin (* 1981), Radrennfahrer
- Wladimir Jefimkin (* 1981), Radrennfahrer
- Alexander Anjukow (* 1982), Fußballnationalspieler
- Andrei Rytschagow (* 1982), Eishockeyspieler
- Maxim Schabalin (* 1982), Eistänzer
- Igor Ussatschow (* 1983), Skilangläufer
- Anna Tichomirowa (* 1984), Tischtennisspielerin
- Kristina Zieber (* 1984), Graphikerin, Architektin, Bildhauerin und Lyrikerin
- Tatjana Bibik (* 1985), Badmintonspielerin
- Andrei Demanow (* 1985), Gewichtheber
- Alexander Pawljutschenkow (* 1985), Tennisspieler
- Wladimir Issaitschew (* 1986), Bahn- und Straßenradrennfahrer
- Maxim Vlasov (* 1986), Profiboxer
- Konstantin Frank (* 1988), deutsch-russischer Schauspieler
- Pawel Suchow (* 1988), Degenfechter
- Semjon Warlamow (* 1988), Eishockeytorwart
- Olga Fomina (* 1989), Handballspielerin
- Artur Jussupow (* 1989), Fußballnationalspieler
- Sergei Pomoschtschnikow (* 1990), Straßenradrennfahrer
- Anastassija Pawljutschenkowa (* 1991), Tennisspielerin
- Albert Scharipow (* 1993), Fußballspieler
- Sergei Boschin (* 1994), Fußballspieler
- Alexei Kenjaikin (* 1998), Fußballspieler
- Jegor Golenkow (* 1999), Fußballspieler
- Anton Borodatschow (* 2000), Florettfechter
- Kirill Borodatschow (* 2000), Florettfechter

## 21. Jahrhundert
- Kirill Kossarew (* 2001), Fußballspieler
- Nikita Kotin (* 2002), Fußballspieler
- Arsen Sacharjan (* 2003), Fußballspieler